# Капыджибаши
Капыджибаши (тур. Kapıcıbaşı) — глава дворцовых привратников в Османской империи.

## История

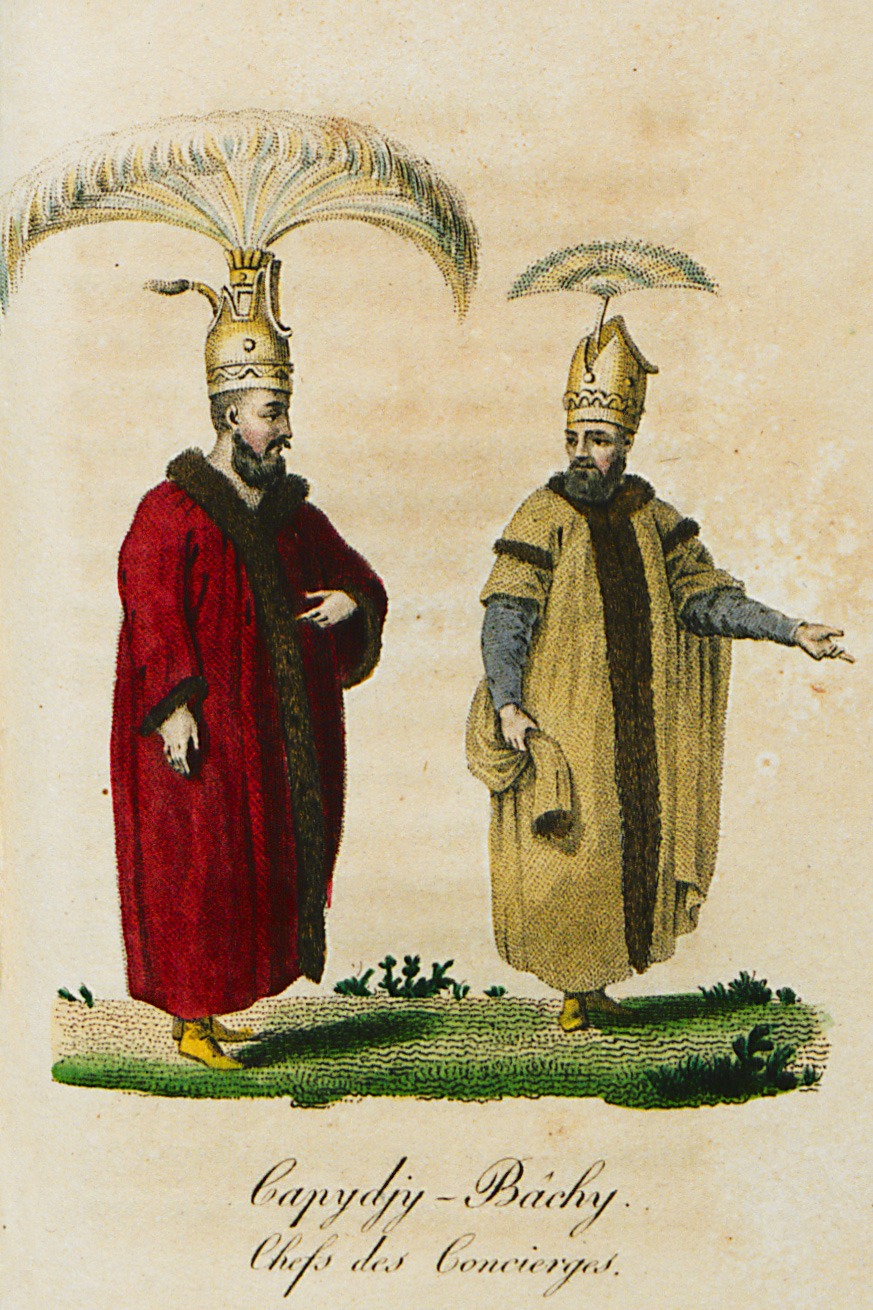
Двое капыджи-баши

В Османской империи капыджи (привратники) выполняли различные обязанности, такие как охрана ворот в Топкапы, включая главные ворота дворца — Баб-и хумаюн (Высочайшие ворота). Привратники служили также во дворцах шехзаде, которые отправлялись в санджаки. Они выполняли различные поручения в Государственном Диване. Капыджи сопровождали султана во время пятничных молитв и праздничных мероприятий, стояли перед троном во время торжественных церемоний.
Главу дворцовых привратников называли капыджибаши, в правление султана Мехмеда II эту должность занимал только один человек. Во время торжественных церемоний капыджибаши находился рядом с миралемом (главным знаменосцем) и мирахуром (главным конюшим).
В последующие годы их количество увеличивалось и к концу XVIII века их количество достигло 150. Капыджибаши носили знаки отличия, которые составляли головные уборы с украшениями, одежду, украшенную соболиным мехом, а в руках они держали серебряные посохи. Во время прибытия иностранного посла двое капыджибаши вводили его в зал приёма и подводили к султану. Согласно дипломатическому протоколу, посол падал ниц перед султаном и целовал землю. Капыджибаши в качестве послов отправлялись с дипломатическими поручениями в зарубежные страны.
В 1826 году султан Махмуд II после разгона янычарского корпуса оставил только 30 главных привратников, а остальные были отправлены в отставку с назначенным жалованием в размере 300 курушей. В 1840 году их количество было увеличено до 40 и они были присоединены к мирахору с титулом «сербеввабин-и рикаб-и хумаюн-и мулукане».
В 1908 году эта должность была упразднена.